# Arrondissement de Göttingen
L'arrondissement de Göttingen est un arrondissement  (Landkreis en allemand) de Basse-Saxe  (Allemagne).
Son chef-lieu est Göttingen.

## Villes, communes et communautés d'administration
(nombre d'habitants en 2006)
Einheitsgemeinden
| - 1. Adelebsen, Flecken (6 847) - 2. Bovenden, Flecken (13 702) - 3. Duderstadt, ville, commune autonome (22 750) - 4. Friedland [Siège : Groß Schneen] (9 669) - 5. Gleichen [Siège : Reinhausen] (9 560) | - 6. Göttingen, ville à statut particulier (121 531) - 7. Hann. Münden, ville, commune autonome (25 024) - 8. Rosdorf (11 942) - 9. Staufenberg [Siège : Landwehrhagen] (8 384) |

Samtgemeinden avec leurs communes membres
* Siège de la Samtgemeinde
| - 1. Samtgemeinde Dransfeld (9 640) 1. Bühren (544) 2. Dransfeld, Stadt * (4 217) 3. Jühnde (1 076) 4. Niemetal [Siège : Varlosen (1 704) 5. Scheden (2 099) | - 2. Samtgemeinde Gieboldehausen (14 580) 1. Bilshausen (2 408) 2. Bodensee (814) 3. Gieboldehausen, Flecken * (4 106) 4. Krebeck (1 172) 5. Obernfeld (1 024) 6. Rhumspringe (2 045) 7. Rollshausen (941) 8. Rüdershausen (937) 9. Wollbrandshausen (654) 10. Wollershausen (479) | - 3. Samtgemeinde Radolfshausen (7 636) 1. Ebergötzen * (1 874) 2. Landolfshausen (1 247) 3. Seeburg (1 623) 4. Seulingen (1 451) 5. Waake (1 441) |

## Administrateurs de l'arrondissement

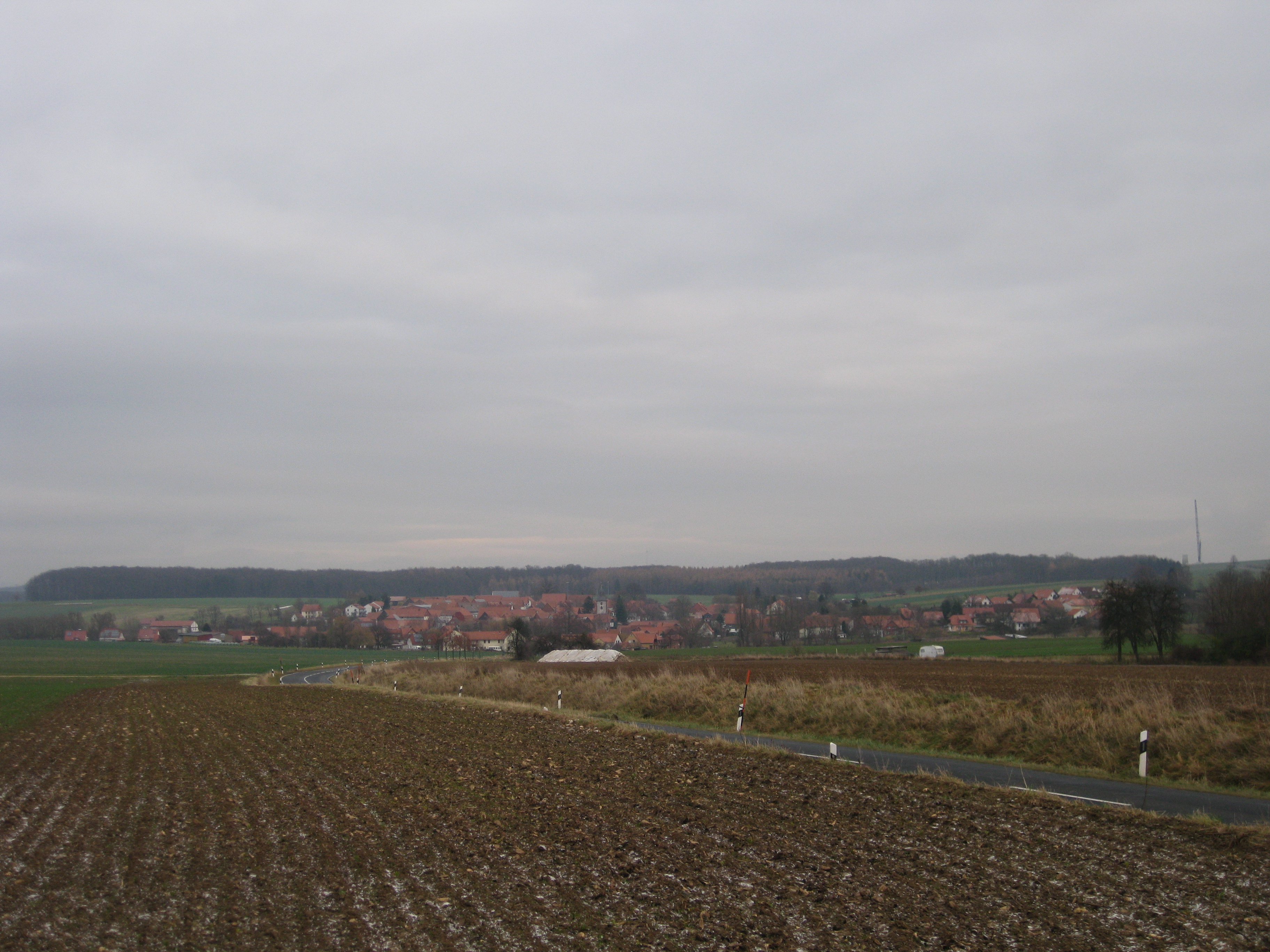
Bischhausen, village de Gleichen.

- 1868–1873 Valerian von Pfeil und Klein-Ellguth (de)
- 1873–1900 Georg Dieterichs (de)
- 1901–1903 Wilhelm Heinichen (de)
- 1903–1924 Georg Mannkopff (de)
- 1924–1933 Wessel Georg Nordbeck
- 1933–1941 Bodo-Wilke von Bodenhausen (de)
- 1941–1945 Hermann Kratzin
- 1946–1954 Ernst Fahlbusch (de) (SPD)
- 1954–1957 Georg Grothey (CDU)
- 1957–1961 Ernst Fahlbusch (SPD)
- 1961–1966 Klaus-Peter Bruns (de) (SPD)
- 1966–1968 Cuno Götz von Olenhusen (FDP)
- 1968–1970 Klaus-Peter Bruns (SPD)
- 1970–1973 Lothar Curdt (de) (SPD)
- 1973–1976 Willi Döring (de) (CDU)
- 1976–1981 Klaus Peter Bruns (SPD)
- 1981–1991 Willi Döring (CDU)
- 1991–1998 Heinrich Rehbein (de) (SPD)
- 1998–2003 Heinrich Rehbein (SPD)
- 2003–2011 Reinhard Schermann (de) (CDU)
- depuis 2011 Bernhard Reuter (de) (SPD)